# 阿里木江·哈肯巴也夫
阿里木江·哈肯巴也夫（1903年—？），乌孜别克族，新疆人，三区革命人物。

## 生平
阿里木江生于1903年。后参加三区革命。1949年前后正在担任新疆保卫和平民主同盟塔城区分会主席、塔城副专员。1949年，由于扎巴依喀勒山空难发生，中共中央指示三区方面另行派出由赛福鼎·艾则孜、阿里木江·哈肯巴也夫、涂治组成的代表团，到北平参加中国人民政治协商会议第一届全体会议。阿里木江·哈肯巴也夫由此成为中国人民政治协商会议第一届全体会议代表。1949年9月8日，赛福鼎·艾则孜、阿里木江·哈肯巴也夫、涂治等人从伊犁出发，9月15日抵达北平，9月21日出席了中国人民政治协商会议第一届全体会议。三人还在1949年10月1日参加了中华人民共和国开国大典。
中华人民共和国成立后，阿里木江出任中央人民政府民族事务委员会委员，1954年6月19日被免职。